# Carl Göran Nyblom

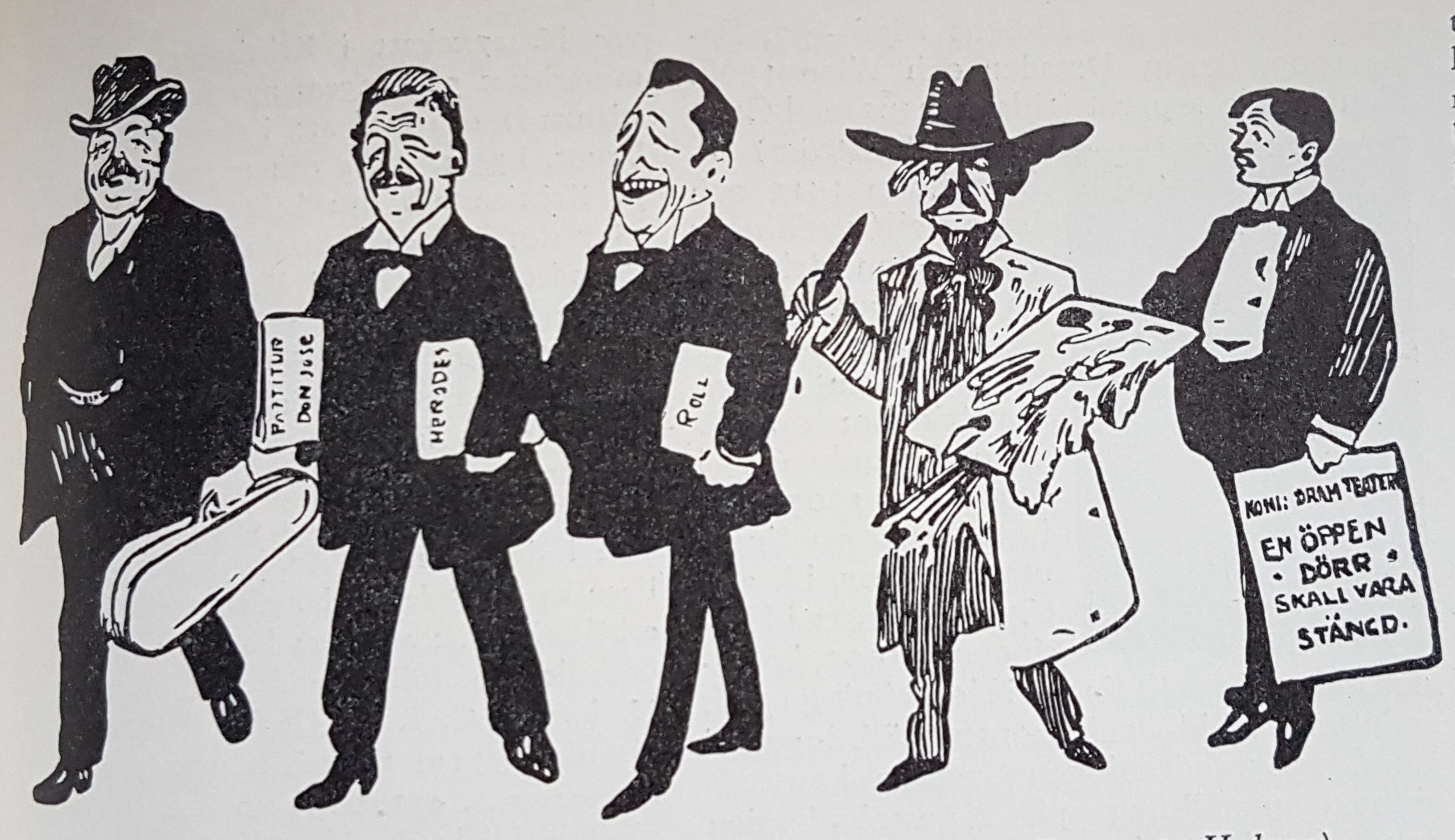
Syskonen Nyblom från vänster Carl-Göran Nyblom, Sven Nyblom, Knut Nyblom, Lennart Nyblom och Holger Nyblom.

Carl Göran Nyblom, född 26 januari 1867 i Uppsala församling, död ogift 17 april 1920 i Hedvig Eleonora församling i Stockholm, var en svensk violinist, musikkritiker och kompositör.
Carl Göran Nyblom var kammarmusiker vid Kungliga hovkapellet (1898–1903) och verkade som violinpedagog samt musikkritiker i Svenska Dagbladet, Dagens Nyheter och Aftonbladet. Han var redaktör för Svenska musikerförbundets tidning Musikern från 1916 till 1919. Nyblom gav ut fem häften i serien Kortfattade lefnadsteckningar om framstående tonsättare 1916–1920.
Han var också verksam som tecknare och akvarellist. Hans verk har motiv från Öland, Uppsala och Danmark. Han finns representerad på Nationalmuseum i Stockholm och Uppsala universitetsbibliotek.
Nyblom var son till författarna Carl Rupert Nyblom och Helena Nyblom samt äldre bror till Sven Nyblom, Ellen Lundberg-Nyblom, Knut Nyblom, Lennart Nyblom och Holger Nyblom. Carl Göran Nyblom är begravd på Uppsala gamla kyrkogård.